# Elzach
Elzach est une ville allemande située dans le land de Bade-Wurtemberg et l'arrondissement d'Emmendingen. Elle se trouve à 26 km au nord-est de Fribourg-en-Brisgau.

## Naissance à Elzach
- Ludwig Georg Winter (1778-1838), homme politique badois.

## Jumelage
- Canton de Villé (France)
- Worthing (Royaume-Uni) depuis 1997
- Telfs (Autriche)
- Demre (Turquie)